# Partit Liberal Balear
El Partit Liberal Balear, al principi Partit Liberal, va ser una formació política de centre de les Illes Balears. El PL fou fundat a Palma el juny de 1976 essent el seu principal impulsor Miquel Duran Pastor i el seu president Ramiro Pérez-Maura de Herrera. S'integrà dins la UCD illenca el 1977 juntament amb altres formacions liberals, socialdemòcrates i democratacristianes. L'agost de 1978 adoptà el nom de Partit Liberal Balear. A les eleccions de 1977 Duran aconseguí l'acte de diputat com independent dins la llista d'UCD i tornà a repetir als comicis a Corts de 1979.